# Championnat du monde des voitures de sport 1964
1963 1965
Le Championnat du monde des voitures de sport 1964 est la 12e saison du Championnat du monde des voitures de sport (WSC) FIA. Il est ouvert aux voitures de Sport et Sport-prototypes qui vont courir à travers le monde dans des courses d'endurance, ainsi qu'aux voitures de Grand tourisme. Il s'est couru du 16 février 1964 au 11 octobre 1964, comprenant vingt courses.

## Calendrier
Toutes les catégories n'ont pas couru dans tous les événements. Certaines courses étaient réservées à une catégorie, alors que d'autres étaient combinées.
| Manche | Course                                                  | Circuit                        | Catégorie | Participants | Date          |
| ------ | ------------------------------------------------------- | ------------------------------ | --------- | ------------ | ------------- |
| 1      | 2 000 km de Daytona                                     | Daytona International Speedway | GT        | 43           | 16 février    |
| 2      | 12 Heures de Sebring                                    | Sebring International Raceway  | Libre     | 66           | 21 mars       |
| 3      | Targa Florio                                            | Palermo                        | Libre     | 64           | 26 avril      |
| 4      | 3 Heures de Monza                                       | Autodromo Nazionale di Monza   | GT        | 11           | 3 mai         |
| 5      | 500 km de Spa                                           | Circuit de Spa-Francorchamps   | GT        | 45           | 17 mai        |
| 6      | Course de côte La Consuma                               | Consuma                        | Libre     | 242          | 24 mai        |
| 7      | 1 000 km du Nürburgring                                 | Nürburgring                    | Libre     | 81           | 31 mai        |
| 8      | Course de côte Alpenbergpreis Rossfeld                  | Rossfeld                       | Libre     | 84           | 7 juin        |
| 9      | 24 Heures du Mans                                       | Le Mans                        | Libre     | 55           | 20 au 21 juin |
| 10     | 12 Heures de Reims                                      | Reims-Gueux                    | Libre     | 37           | 5 juillet     |
| 11     | Course de cote Grosser Bergpreis Fribourg-Schauinsland  | Schauinsland                   | Libre     | 46           | 9 août        |
| 12     | Coppa Citta di Enna                                     | Circuit d'Enna-Pergusa         | GT        | 8            | 16 août       |
| 13     | RAC Tourist Trophy                                      | Circuit de Goodwood            | Libre     | 25           | 26 août       |
| 14     | Course de côte Grosser Bergerpreis Sierre Crans-Montana | Crans-Montana                  | Libre     | 80           | 30 août       |
| 15     | 500 km du Nürburgring                                   | Nürburgring                    | Libre     | 86           | 6 septembre   |
| 16     | Coppa Inter-Europa                                      | Autodromo Nazionale di Monza   | GT2.0     | 18           | 6 septembre   |
| 17     | 500 kilomètres de Bridgehampton                         | Bridgehampton                  | GT2.0     | 26           | 19 septembre  |
| 18     | 500 kilomètres de Bridgehampton                         | Bridgehampton                  | GT+2.0    | 28           | 20 septembre  |
| 19     | Tour de France                                          | Routes de France               | GT        | 117          | 20 septembre  |
| 20     | 1 000 km de Paris                                       | Autodrome de Montlhéry         | Libre     | 37           | 11 octobre    |

## Résultats de la saison

### Courses
| Manche | Circuit           | Équipe vainqueur                    | Résultats |
| Manche | Circuit           | Pilote vainqueur                    | Résultats |
| ------ | ----------------- | ----------------------------------- | --------- |
| 1      | Daytona           | #30 North American Racing Team      |           |
| 1      | Daytona           | Pedro Rodriguez Phil Hill           |           |
| 2      | Sebring           | #22 SpA Ferrari SEFAC               | Résultats |
| 2      | Sebring           | Mike Parkes Umberto Maglioli        | Résultats |
| 3      | Palerme           | #86 Porsche System Engineering      | Résultats |
| 3      | Palerme           | Colin Davis Antonio Pucci           | Résultats |
| 4      | Monza             | #19 Abarth                          |           |
| 4      | Monza             | Franco Patria                       |           |
| 5      | Spa-Francorchamps | #20 Maranello Concessionaires       | Résultats |
| 5      | Spa-Francorchamps | Mike Parkes                         | Résultats |
| 6      | Consuma           | #349 Pas de nom d'équipe            |           |
| 6      | Consuma           | Odoardo Govoni                      |           |
| 7      | Nürburgring       | #144 Spa Ferrari SEFAC              | Résultats |
| 7      | Nürburgring       | Ludovico Scarfiotti Nino Vaccarella | Résultats |
| 8      | Rossfeld          | #1 Porsche                          |           |
| 8      | Rossfeld          | Edgar Barth                         |           |
| 9      | Le Mans           | #20 SEFAC Ferrari                   | Résultats |
| 9      | Le Mans           | Jean Guichet Nino Vaccarella        | Résultats |
| 10     | Reims-Gueux       | #7 Maranello Concessionaires        | Résultats |
| 10     | Reims-Gueux       | Graham Hill Jo Bonnier              | Résultats |
| 11     | Freibourg         | #100 Porsche                        |           |
| 11     | Freibourg         | Edgar Barth                         |           |
| 12     | Enna-Pergusa      | #28 Abarth                          |           |
| 12     | Enna-Pergusa      | Hans Herrmann                       |           |
| 13     | Goodwood          | #3 Maranello Concessionnaire        | Résultats |
| 13     | Goodwood          | Graham Hill Richie Ginther          | Résultats |
| 14     | Sierra Montagna   | #72 Scuderia Filipinetti            |           |
| 14     | Sierra Montagna   | Ludovico Scarfiotti                 |           |
| 15     | Nürburgring       | #130 Abarth                         | Résultats |
| 15     | Nürburgring       | Hans Herrmann Klaus Steinmetz       | Résultats |
| 16     | Monza             | #23 Ben Pon                         | Résultats |
| 16     | Monza             | Rob Slotemaker                      | Résultats |
| 17     | Routes de France  | #172 Écurie Francorchamps           | Résultats |
| 17     | Routes de France  | Lucien Bianchi Georges Berger       | Résultats |
| 18     | Bridgehampton     | #30 Ed Weschler                     |           |
| 18     | Bridgehampton     | Joe Buzzetta Bill Wuesthoff         |           |
| 19     | Bridgehampton     | #90 Scarab DuPont Zerex             |           |
| 19     | Bridgehampton     | Walt Hansgen                        |           |
| 20     | Montlhéry         | #2 Maranello Concessionaires        | Résultats |
| 20     | Montlhéry         | Graham Hill Jo Bonnier              | Résultats |

### Championnat du monde des constructeurs

#### Catégorie Prototype

##### Catégorie P - Trophée International des Prototypes
| Pos | Constructeur  | 1 | 2    | 3    | 4 | 5 | 6 | 7    | 8 | 9  | 10 | 11 | 12 | 13 | 14 | 15 | 16 | 17 | 18 | 19 | 20 | Total |
| --- | ------------- | - | ---- | ---- | - | - | - | ---- | - | -- | -- | -- | -- | -- | -- | -- | -- | -- | -- | -- | -- | ----- |
| 1   | Porsche       |   | 4,8  | 14,4 |   |   |   | 9,6  |   | 6  |    |    |    |    |    |    |    |    |    |    |    | 34,8  |
| 2   | Alpine        |   |      | 9,6  |   |   |   |      |   |    |    |    |    |    |    |    |    |    |    |    |    | 9,6   |
| 3   | Austin-Healey |   |      |      |   |   |   | 1,6  |   |    |    |    |    |    |    |    |    |    |    |    |    | 1,6   |
| Dsq | Ferrari       |   | 14,4 |      |   |   |   | 14,4 |   | 18 |    |    |    |    |    |    |    |    |    |    |    | 46,8  |

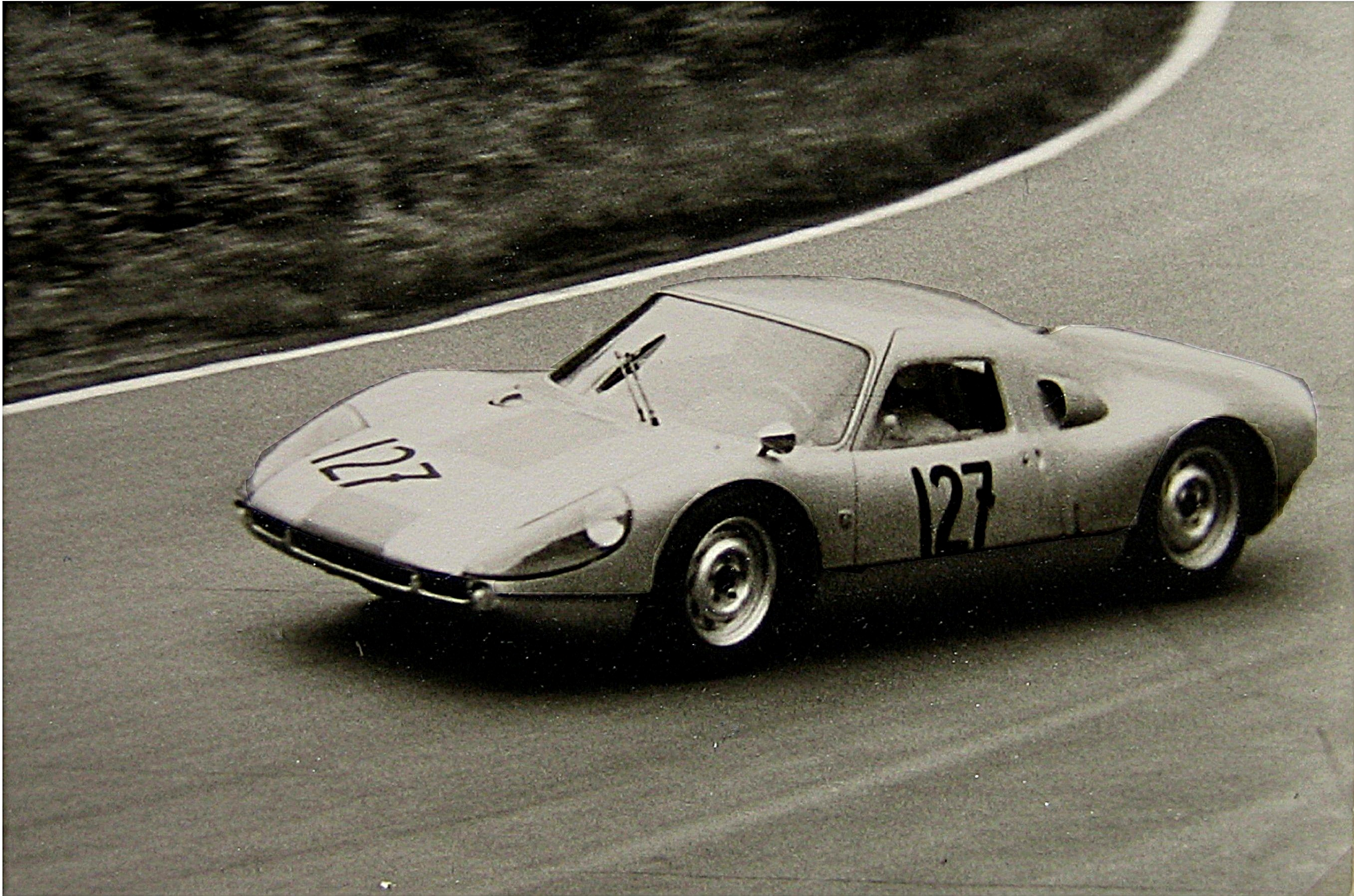
Porsche remporte le Trophée International des Prototypes avec la 904.

- Ferrari, n'ayant pas engagé de voiture lors des 4 épreuves, est disqualifié

##### Catégorie GT - Division II (2000 cm³)

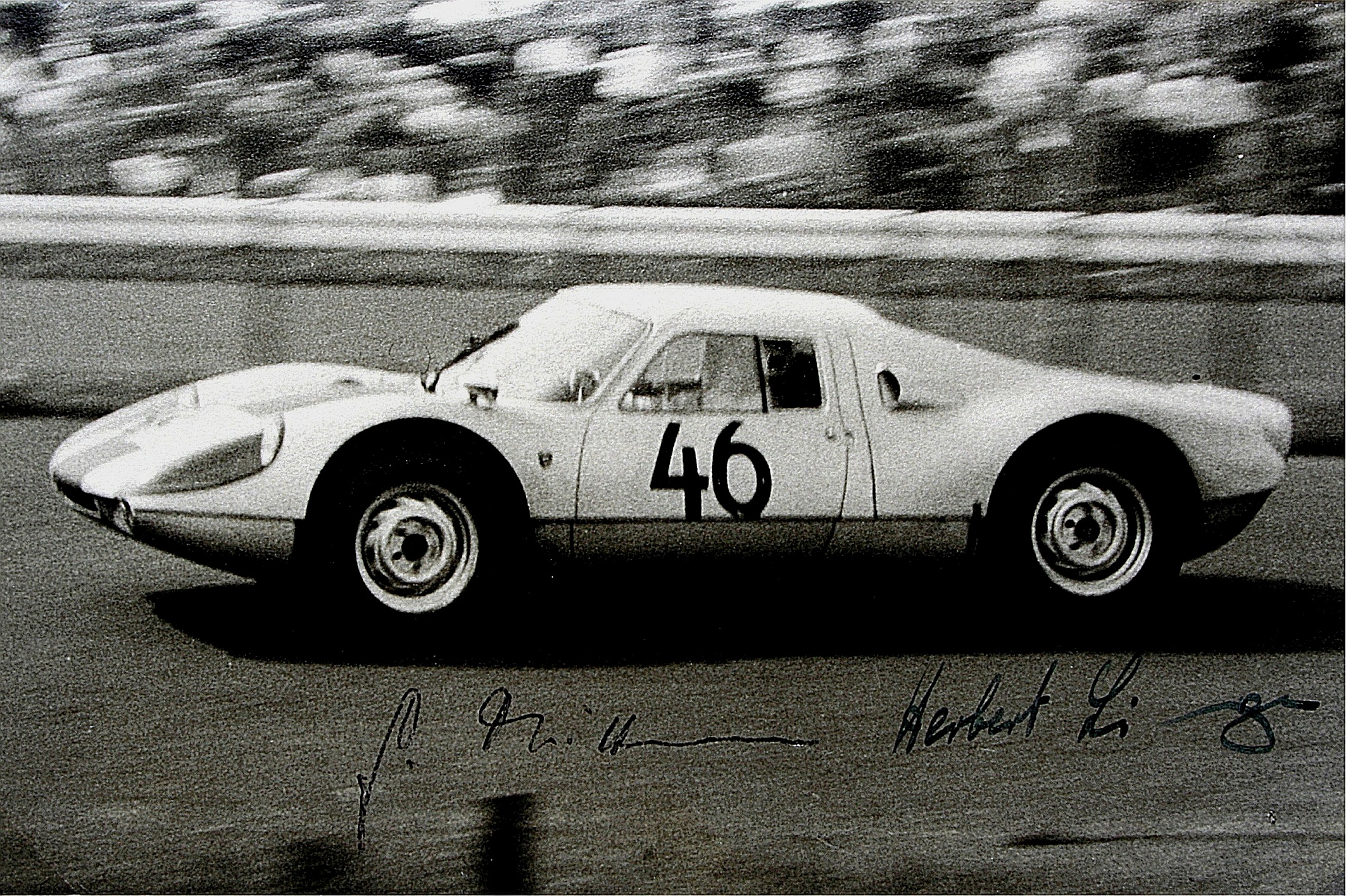
Porsche remporte la Division II (GT) avec la 904 GTS.

##### Catégorie P3.0 - Trophée International des Prototypes (- de3 000cm3)
| Pos | Constructeur  | 1 | 2    | 3    | 4 | 5 | 6 | 7    | 8 | 9  | 10 | 11 | 12 | 13 | 14 | 15 | 16 | 17 | 18 | 19 | 20 | Total |
| --- | ------------- | - | ---- | ---- | - | - | - | ---- | - | -- | -- | -- | -- | -- | -- | -- | -- | -- | -- | -- | -- | ----- |
| 1   | Porsche       |   | 14,4 | 14,4 |   |   |   | 14,4 |   | 18 |    |    |    |    |    |    |    |    |    |    |    | 62,4  |
| 2   | Alpine        |   | 3,2  | 9,6  |   |   |   |      |   | 12 |    |    |    |    |    |    |    |    |    |    |    | 24,8  |
| 3   | Austin-Healey |   | 4,8  |      |   |   |   | 4,8  |   | 4  |    |    |    |    |    |    |    |    |    |    |    | 11,6  |

#### Catégorie GT

##### Catégorie GT - Division I (1 300cm3)
| Pos | Constructeur  | 1 | 2    | 3 | 4    | 5 | 6 | 7    | 8 | 9 | 10 | 11  | 12 | 13 | 14  | 15 | 16 | 17   | 18   | 19 | 20   | Total |
| --- | ------------- | - | ---- | - | ---- | - | - | ---- | - | - | -- | --- | -- | -- | --- | -- | -- | ---- | ---- | -- | ---- | ----- |
| 1   | Abarth-Simca  |   | 14,4 |   | 11,7 |   | 9 | 14,4 |   |   |    | (9) |    |    | (9) | 9  |    |      |      |    | 14,4 | 59,9  |
| 2   | Triumph       |   |      |   |      |   |   |      |   |   |    |     |    |    | 3   |    |    | 14,4 |      |    | 6,4  | 24    |
| 3   | Alpine        |   |      |   |      |   |   |      |   |   |    |     |    |    |     |    |    | 6,4  | 7,8  |    |      | 14,4  |
| 4   | Lotus         |   | 4,8  |   | 3,9  |   |   |      |   |   |    | 4   |    |    |     |    |    |      |      |    |      | 12,7  |
| 5   | Fiat-Abarth   |   |      |   | 2,6  |   |   |      |   |   |    | 6   |    |    | (1) | 2  |    |      |      |    |      | 10,6  |
| 6   | Alfa Romeo    |   |      |   |      |   |   |      |   |   |    |     |    |    |     |    |    | 9,6  | 11,7 |    |      | 11,7  |
| 7   | René Bonnet   |   | 9,6  |   |      |   |   |      |   |   |    |     |    |    |     |    |    |      |      |    |      | 9,6   |
| 8   | Austin-Healey |   |      |   |      |   |   |      |   |   |    |     |    |    |     |    |    |      | 5,2  |    |      | 5,2   |
| 9=  | NSU           |   |      |   |      |   |   |      |   |   |    |     |    |    |     |    |    | 4,8  |      |    |      | 4,8   |
| 9=  | Glas          |   |      |   |      |   |   | 4,8  |   |   |    |     |    |    |     | 3  |    |      |      |    |      | 4,8   |
| 11  | Honda         |   |      |   |      |   |   |      |   |   |    |     |    |    |     | 4  |    |      |      |    |      | 4     |
| 12  | Marcos        |   |      |   |      |   |   |      |   |   |    |     |    |    |     | 1  |    |      |      |    |      | 1     |

##### Catégorie GT - Division II (2 000cm3)
| Pos | Constructeur | 1      | 2    | 3    | 4 | 5      | 6 | 7    | 8   | 9  | 10  | 11 | 12    | 13 | 14  | 15 | 16     | 17   | 18     | 19 | 20   | Total |
| --- | ------------ | ------ | ---- | ---- | - | ------ | - | ---- | --- | -- | --- | -- | ----- | -- | --- | -- | ------ | ---- | ------ | -- | ---- | ----- |
| 1   | Porsche      | (11,7) | 14,4 | 14,4 |   | (11,7) |   | 14,4 | 9   | 18 | (9) |    | (1,3) |    | (4) |    | (11,7) | 14,4 | (11,7) |    | 14,4 | 99    |
| 2   | Alfa Romeo   |        | 6,4  | 6,4  |   |        |   |      |     | 4  |     |    | (2,6) |    |     |    | (1,3)  | 3,2  | 5,2    |    | 4,8  | 30    |
| 3   | Abarth-Simca |        |      |      |   | 2,6    |   |      | (1) |    |     |    | 11,7  |    | 9   |    |        |      | 3,9    |    |      | 26,2  |
| 4   | MG           |        | 4,8  |      |   |        |   |      |     |    |     |    |       |    |     |    |        |      |        |    |      | 4,8   |
| 5   | Lotus-Ford   |        | 3,2  |      |   |        |   |      |     |    |     |    |       |    |     |    |        |      |        |    |      | 3,2   |
| 6=  | Volvo        |        |      |      |   |        |   |      |     |    |     |    |       |    |     |    |        |      | 2,6    |    |      | 2,6   |
| 6=  | Sunbeam      | 2,6    |      |      |   |        |   |      |     |    |     |    |       |    |     |    |        |      |        |    |      | 2,6   |
| 8   | Lotus        |        |      |      |   |        |   |      |     |    |     |    |       |    |     |    |        | 1,6  |        |    |      | 1,6   |

##### Catégorie GT - Division III (+ de2 000cm3)
| Pos | Constructeur | 1    | 2     | 3    | 4 | 5     | 6 | 7     | 8 | 9  | 10  | 11 | 12 | 13    | 14  | 15 | 16 | 17   | 18 | 19   | 20 | Total |
| --- | ------------ | ---- | ----- | ---- | - | ----- | - | ----- | - | -- | --- | -- | -- | ----- | --- | -- | -- | ---- | -- | ---- | -- | ----- |
| 1   | Ferrari      | 11,7 | (4,8) | 14,4 |   | 11,7  |   | 14,4  |   | 12 | (9) | 6  |    | (3,9) | (3) |    |    | 14,4 |    |      |    | 84,6  |
| 2   | Shelby       | 3,9  | 14,4  | 9,6  |   | (1,3) |   | (1,6) |   | 18 |     | 9  |    | 11,7  | (9) |    |    |      |    | 11,7 |    | 78,3  |
| 3   | Jaguar       |      |       |      |   |       |   |       |   |    | 4   |    |    | 2,6   |     |    |    |      |    |      |    | 6,6   |
| 4   | A.C.         |      |       |      |   |       |   |       |   | 4  |     |    |    |       |     |    |    |      |    |      |    | 4     |
| 5   | Lancia       |      |       |      |   |       |   |       |   |    |     |    |    |       |     |    |    |      |    |      |    | 1,6   |